# Овчинниковское сельское поселение (Рязанская область)
Овчинниковское сельское поселение — муниципальное образование (сельское поселение) в Касимовском районе Рязанской области.
Административный центр — деревня Овчинники.

## История
Овчинниковское сельское поселение образовано в 2006 году из Овчинниковского сельского округа.

## Население
| 2010  | 2012  | 2013  | 2014  | 2015  | 2016  | 2017  | 2018  | 2019  |
| ----- | ----- | ----- | ----- | ----- | ----- | ----- | ----- | ----- |
| 1303  | ↗1805 | ↘1782 | ↘1736 | ↘1699 | ↘1652 | ↘1623 | ↘1616 | ↘1607 |
| 2020  | 2021  |       |       |       |       |       |       |       |
| ↘1602 | ↗1763 |       |       |       |       |       |       |       |

## Состав сельского поселения
| №  | Населённый пункт  | Тип населённого пункта          | Население |
| -- | ----------------- | ------------------------------- | --------- |
| 1  | Ашуково           | деревня                         | 64        |
| 2  | Бабино-Булыгино   | село                            | ↘237      |
| 3  | Бочкари           | деревня                         | 105       |
| 4  | Волково           | деревня                         | 9         |
| 5  | Касимов           | посёлок станции                 | 239       |
| 6  | Макеенки          | деревня                         | 21        |
| 7  | Марьино-Заречное  | деревня                         | ↘58       |
| 8  | Неклюдово         | деревня                         | 0         |
| 9  | Овчинники         | деревня, административный центр | ↘62       |
| 10 | Селизово          | деревня                         | 389       |
| 11 | Ташенка           | посёлок                         | 634       |
| 12 | Чернышово-Починки | деревня                         | ↘30       |

## Местное самоуправление
Главы сельского поселения
- Александр Васильевич Филичкин[14]
- до 2023 года - Игорь Ромазанович Хазимуллин
- с 2023 года - Андрей Валентинович Трухачёв